# 6219 Demalia
6219 Demalia este un asteroid din centura principală de asteroizi.

## Descriere
6219 Demalia este un asteroid din centura principală de asteroizi. A fost descoperit pe 8 august 1978 la Observatorul de Astrofizică din Crimeea de Nikolai Cernîh. El prezintă o orbită caracterizată de o semiaxă mare de 2,39 ua, o excentricitate de 0,20 și o înclinație de 2,2° în raport cu ecliptica.